# Phạm Văn Đồng
Pham Van Dong, född 1 mars 1906 i Quảng Ngãi-provinsen, död 29 april 2000 i Hanoi, var en vietnamesisk politiker och, tillsammans med Ho Chi Minh grundare och ledare av Vietminh.

## Biografi
Enligt officiella källor var Dong son till etniska kineser (Hoa) i Quang Ngai-provinsen på den centrala kusten.
År 1925 vid en ålder av 18 år, iscensatte han tillsammans med studentkamrater en demonstration för att sörja döden av den berömda patriotiske läraren Phan Chu Trinh. Vid denna tid utvecklade han ett intresse för kommunistpartiet och i enandet av Vietnam. År 1926 reste han till Guangzhou i södra Kina för att delta i en utbildning som drevs av Nguyen Ai Quoc (senare kallad Ho Chi Minh), för att därefter antas som medlem i Vietnams revolutionära ungdomsorganisation, föregångaren till det kommunistiska partiet i Vietnam (CPV).
År 1929 arbetade han för den revolutionära sammanslutning i Saigon. Samma år arresterades han, anklagad av de franska koloniala myndigheterna och dömdes till tio års fängelse. Han var fängslad i fängelset i Poulo Condor Island fram till 1936 då han släpptes under en allmän amnesti som beviljats av regeringen i Frankrike.

## Indokinakriget
Dong gick med i indokinesiska kommunistpartiet 1940 och fortsatte sedan att delta i aktiviteter ledda av Ho Chi Minh. Efter att Ho Chi Minh kom till makten under augustirevolutionen 1945, utsågs Dong till finansminister av den nybildade regeringen i Demokratiska republiken Vietnam (DRV), en position han innehade fram till 1954. Innan han tillträdde som finansminister, var han väl känd som chef för den vietnamesiska delegationen i efterkrigsförhandlingar mellan Vietnam och Frankrike i Fontainebleau i maj 1946.
Efter nederlaget i Japan, bekämpade nationalistiska krafter de franska koloniala styrkorna i indokinakriget som pågick åren 1945-54. Den franska kolonialmakten led ett stort nederlag i slaget vid Dien Bien Phu 1954 och fred söktes. I maj 1954 ledde han delegation från Ho Chi Minh-regeringen i Genève-konferensen. Efter intensiva förhandlingar undertecknades ett fredsavtal och de franska styrkorna drog sig tillbaka från direkt konflikt med det självständiga Nordvietnam. Dong undertecknade fredsavtalen tillsammans med franska premiärministern Pierre Mendes France.

## Åren 1954 till 1987
År 1954 tjänstgjorde Dong som vice premiärminister och utrikesminister. Vid det 5:e mötet i DRV:s nationalförsamlings första sammankomst (1955), utsågs han till premiärminister. Han är känd för att vara en av ledarna för Nordvietnam under kriget mot USA. Han var känd för att ha ett nära samarbete med den kinesiska regeringen, som hjälpte till att finansiera konflikten med Sydvietnam. Han var också en av de personer som deltog i fredssamtal för att avsluta konflikten med förvaltningarna under Lyndon B. Johnson och Richard Nixon.
I allmänhet ansågs Dong vara en pålitlig kommunist och en stor nationalistisk ledare, en av de mest trogna eleverna till Ho Chi Minh och en betydande aktör i Vietnams kamp för självständighet och enighet. Han var känd som en politiker som försökte upprätthålla en neutral position i de olika konflikterna inom partiet, särskilt efter sammanslagningen av Vietnam 1975.
Även som pensionerad från offentliga ämbeten, tjänstgjorde han som rådgivare till partiets centralkommitté åren 1986 till 1997. Han uppmanade ofta partiet att göra större ansträngningar för att stoppa korruptionen, som fortfarande är ett utbrett problem i Vietnam (2015).